# Phobus brucei
Phobus brucei är en fjärilsart som beskrevs av George Duryea Hulst 1895. Phobus brucei ingår i släktet Phobus och familjen mott. Inga underarter finns listade i Catalogue of Life.